# 胆振総合振興局
| 胆振総合振興局 管内のデータ    |                                                                                        |
|                                |                                                                                        |
| 自治体コード                   | 01570-9                                                                                |
| 発足                           | 2010年4月1日 （胆振支庁から改組）                                                      |
| 面積                           | 3,698.08 km² （2024年10月1日）                                                         |
| 世帯数                         | 203,710世帯 （2024年1月1日 住民基本台帳）                                              |
| 総人口                         | 359,657人 （2025年6月30日 住民基本台帳）                                               |
| 隣接している 振興局管内        | 渡島総合振興局、後志総合振興局、石狩振興局、空知総合振興局、上川総合振興局、日高振興局 |
| 胆振総合振興局（旧・胆振支庁） |                                                                                        |
| 所在地                         | 〒051-8558 室蘭市海岸町1丁目4-1（むろらん広域センタービル）                            |
| 外部リンク                     | 胆振総合振興局                                                                         |
| 表 話 編 歴                    |                                                                                        |

胆振総合振興局（いぶりそうごうしんこうきょく）は、北海道の振興局。所在地は室蘭市。2010年（平成22年）4月1日、胆振支庁から改組。

## 地理

### 地域
胆振総合振興局の自治体は4市7町。
- 西いぶり地域 - 胆振総合振興局管内西側にある以下の3市3町。西いぶり広域連合や定住自立圏構想、北海道移住定住西いぶり (MINIH) などの連携を行っている。
  - 室蘭市
  - 登別市
  - 伊達市
  - 豊浦町
  - 壮瞥町
  - 洞爺湖町
- 東いぶり地域 - 胆振総合振興局管内東側にある以下の1市4町。東胆振1市4町による定住自立圏構想や東胆振地域ブランド創造協議会などの連携を行っている。
  - 苫小牧市
  - 白老町[注釈 1][1]
  - 安平町
  - 厚真町
  - むかわ町

### 人口

#### 都市雇用圏（10% 通勤圏）の変遷
以下は、室蘭市及び苫小牧市を中心市とする都市雇用圏（10% 通勤圏、中心都市の DID 人口が1万人以上）の変遷である。一般的な都市圏の定義については都市圏を参照のこと。
- 10% 通勤圏に入っていない自治体は、各統計年の欄で灰色かつ「-」で示す。

| 自治体 ('80) | 1980年                   | 1990年                   | 1995年                   | 2000年                   | 2005年                   | 2010年                   | 自治体 （現在） |
| ------------ | ------------------------ | ------------------------ | ------------------------ | ------------------------ | ------------------------ | ------------------------ | --------------- |
| 大滝村       | -                        | -                        | -                        | -                        | -                        | 室蘭 都市圏 20万0231人   | 伊達市          |
| 伊達市       | 室蘭 都市圏 24万1371人   | 室蘭 都市圏 20万7685人   | 室蘭 都市圏 20万1013人   | 室蘭 都市圏 20万1293人   | 室蘭 都市圏 20万4163人   | 室蘭 都市圏 20万0231人   | 伊達市          |
| 登別市       | 室蘭 都市圏 24万1371人   | 室蘭 都市圏 20万7685人   | 室蘭 都市圏 20万1013人   | 室蘭 都市圏 20万1293人   | 室蘭 都市圏 20万4163人   | 室蘭 都市圏 20万0231人   | 登別市          |
| 室蘭市       | 室蘭 都市圏 24万1371人   | 室蘭 都市圏 20万7685人   | 室蘭 都市圏 20万1013人   | 室蘭 都市圏 20万1293人   | 室蘭 都市圏 20万4163人   | 室蘭 都市圏 20万0231人   | 室蘭市          |
| 豊浦町       | -                        | -                        | -                        | 室蘭 都市圏 20万1293人   | 室蘭 都市圏 20万4163人   | 室蘭 都市圏 20万0231人   | 豊浦町          |
| 壮瞥町       | -                        | -                        | -                        | -                        | 室蘭 都市圏 20万4163人   | 室蘭 都市圏 20万0231人   | 壮瞥町          |
| 虻田町       | -                        | -                        | -                        | -                        | 室蘭 都市圏 20万4163人   | 室蘭 都市圏 20万0231人   | 洞爺湖町        |
| 洞爺村       | -                        | -                        | -                        | -                        | -                        | 室蘭 都市圏 20万0231人   | 洞爺湖町        |
| 白老町       | 白老 都市圏 2万4165人    | -                        | 苫小牧 都市圏 19万6728人 | 苫小牧 都市圏 19万9144人 | 苫小牧 都市圏 19万8731人 | 苫小牧 都市圏 19万2696人 | 白老町          |
| 苫小牧市     | 苫小牧 都市圏 15万8191人 | 苫小牧 都市圏 16万5052人 | 苫小牧 都市圏 19万6728人 | 苫小牧 都市圏 19万9144人 | 苫小牧 都市圏 19万8731人 | 苫小牧 都市圏 19万2696人 | 苫小牧市        |
| 早来町       | 苫小牧 都市圏 15万8191人 | 苫小牧 都市圏 16万5052人 | 苫小牧 都市圏 19万6728人 | 苫小牧 都市圏 19万9144人 | 苫小牧 都市圏 19万8731人 | 千歳 都市圏              | 安平町          |
| 追分町       | -                        | -                        | 千歳 都市圏              | 千歳 都市圏              | 千歳 都市圏              | 千歳 都市圏              | 安平町          |
| 厚真町       | -                        | -                        | -                        | -                        | -                        | -                        | 厚真町          |
| 鵡川町       | -                        | -                        | -                        | -                        | -                        | -                        | むかわ町        |
| 穂別町       | -                        | -                        | -                        | -                        | -                        | -                        | むかわ町        |

#### 人口変遷
{{{annotations}}}
| |                                                |  |
| 胆振総合振興局と全国の年齢別人口分布（2005年） | 胆振総合振興局の年齢・男女別人口分布（2005年） |  |
| ■紫色 ― 胆振総合振興局 ■緑色 ― 日本全国 | ■青色 ― 男性 ■赤色 ― 女性                      |  |
| 胆振総合振興局（に相当する地域）の人口の推移 \| 1970年（昭和45年） \| 426,673人 \| \| \| 1975年（昭和50年） \| 459,821人 \| \| \| 1980年（昭和55年） \| 476,929人 \| \| \| 1985年（昭和60年） \| 469,315人 \| \| \| 1990年（平成2年） \| 445,024人 \| \| \| 1995年（平成7年） \| 445,024人 \| \| \| 2000年（平成12年） \| 434,655人 \| \| \| 2005年（平成17年） \| 426,639人 \| \| \| 2010年（平成22年） \| 416,289人 \| \| \| 2015年（平成27年） \| 401,755人 \| \| \| 2020年（令和2年） \| 382,354人 \| \| |                                                |  |
| 総務省統計局 国勢調査より |                                                |  |
| 1970年（昭和45年） | 426,673人                                      |  |
| 1975年（昭和50年） | 459,821人                                      |  |
| 1980年（昭和55年） | 476,929人                                      |  |
| 1985年（昭和60年） | 469,315人                                      |  |
| 1990年（平成2年） | 445,024人                                      |  |
| 1995年（平成7年） | 445,024人                                      |  |
| 2000年（平成12年） | 434,655人                                      |  |
| 2005年（平成17年） | 426,639人                                      |  |
| 2010年（平成22年） | 416,289人                                      |  |
| 2015年（平成27年） | 401,755人                                      |  |
| 2020年（令和2年） | 382,354人                                      |  |

## 歴史
- 1897年（明治30年） - 「室蘭支庁」を設置。
- 1899年（明治32年） - 虻田郡倶知安村（現・倶知安町、京極町）が岩内支庁（後の後志支庁、現・後志総合振興局）へ移管。
- 1906年（明治39年） - 勇払郡占冠村が上川支庁（現・上川総合振興局）へ移管。
- 1910年（明治43年） - 虻田郡真狩村（現・留寿都村、真狩村、喜茂別町）、狩太村（現・ニセコ町）が後志支庁（現・後志総合振興局）へ移管。
- 1922年（大正11年） - 「胆振支庁」と改称。
- 2009年（平成21年） - むろらん広域センタービルに移転[2]。
- 2010年（平成22年） - 胆振支庁を「胆振総合振興局」に改組[3]。
- 2018年（平成30年）9月6日午前3時8分 - 北海道胆振東部地震が発生。道内で観測史上初厚真町で震度7を観測した。土砂崩れや家屋倒壊など甚大な被害を受けた。

## 行政

### 所管
従来の胆振支庁と同一であるが、条例により、「広域で所管することが望ましい業務」に関しては隣接する日高振興局管内においても事務に当たれるものとされている。
14支庁を9総合振興局・5振興局へ再編する北海道総合振興局設置条例では日胆総合振興局（にったんそうごうしんこうきょく）の名称で日高支庁より改組される日高振興局を下部組織として設置する予定であったが、「格下げ」に対する反発が生じたことから2009年（平成21年）3月に条例を改正。名称を支庁と同じ胆振総合振興局とし、日高振興局については総合振興局と同等の地位（地方自治法上の支庁）とされた。

## 交通

### 空路

#### 空港
- 新千歳空港
- 白老滑空場

### 鉄道

#### 鉄道路線
北海道旅客鉄道（JR北海道）
- 室蘭本線
- 日高本線
- 千歳線

### 索道
- 登別温泉ケーブル（ロープウェイ）
- 有珠山ロープウェイ

### 道路

#### 高速道路
- E5道央自動車道
- E38道東自動車道
- E63日高自動車道

#### 国道
- 国道36号
  - 白老バイパス
- 国道37号
- 国道230号
- 国道234号
- 国道235号
- 国道274号
- 国道276号
- 国道453号

### 航路

#### 港湾
- 苫小牧港
- 室蘭港
- 白老港